# Raivo Varažinskis
Raivo Varažinskis (Liepāja, 7 marzo 1993) è un calciatore lettone, portiere del Karosta.

## Carriera

### Club
Varažinskis è entrato nelle giovanili degli inglesi del Plymouth a maggio 2008. Rimasto in squadra fino al mese di dicembre 2011, è poi tornato in patria per militare nelle file del Metalurgs Liepāja. Ha esordito nella Virslīga in data 2 maggio 2012, subentrando a Valērijs Afanasjevs a causa dell'espulsione del portiere titolare Pāvels Šteinbors nella vittoria per 1-3 sul campo del Daugava.
Nel novembre 2013 il proprietario della società metallurgica Liepājas Metalurgs, unico sponsor della società calcistica, ha dichiarato la bancarotta. Di conseguenza, il Metalurgs Liepāja è stato sciolto e cancellato dai registri all'inizio del 2014. Varažinskis è passato allora al Liepāja, compagine nata successivamente allo scioglimento del Metalurgs Liepāja.
Ha debuttato il 21 marzo 2014, schierato titolare nella vittoria per 2-1 sul Metta/LU. È rimasto in squadra per un biennio. Il 25 febbraio 2016, i norvegesi del Valdres – squadra militante in 3. divisjon – hanno ufficializzato l'ingaggio di Varažinskis.

### Nazionale
Varažinskis ha rappresentato la Lettonia a livello Under-18, Under-19 e Under-21. Il 14 ottobre 2013 ha così esordito nelle qualificazioni al campionato europeo Under-21 2015, schierato titolare nella sconfitta interna per 1-5 contro l'Ucraina.

## Statistiche

### Presenze e reti nei club
Statistiche aggiornate al 2 luglio 2016.
| Stagione                 | Club                     | Campionato               | Campionato | Campionato | Coppe nazionali | Coppe nazionali | Coppe nazionali | Coppe continentali | Coppe continentali | Coppe continentali | Supercoppe | Supercoppe | Supercoppe | Totale | Totale |
| Stagione                 | Club                     | Comp                     | Pres       | Reti       | Comp            | Pres            | Reti            | Comp               | Pres               | Reti               | Comp       | Pres       | Reti       | Pres   | Reti   |
| ------------------------ | ------------------------ | ------------------------ | ---------- | ---------- | --------------- | --------------- | --------------- | ------------------ | ------------------ | ------------------ | ---------- | ---------- | ---------- | ------ | ------ |
| 2012                     | Metalurgs Liepāja        | VL                       | 2          | -4         | CL              | 1               | -3              | UEL                | 0                  | 0                  | -          | -          | -          | 3      | 7      |
| 2013                     | Metalurgs Liepāja        | VL                       | 16         | -24        | CL              | 0               | 0               | UEL                | 2                  | -3                 | -          | -          | -          | 18     | -27    |
| Totale Metalurgs Liepāja | Totale Metalurgs Liepāja | Totale Metalurgs Liepāja | 18         | -28        |                 | 1               | -3              |                    | 2                  | -3                 |            | -          | -          | 21     | -34    |
| 2014                     | Liepāja                  | VL                       | 19         | -28        | CL              | 4               | -6              | -                  | -                  | -                  | -          | -          | -          | 23     | -34    |
| 2015                     | Liepāja                  | VL                       | 15         | -17        | CL              | 3               | -3              | -                  | -                  | -                  | -          | -          | -          | 18     | -20    |
| Totale Liepāja           | Totale Liepāja           | Totale Liepāja           | 34         | -45        |                 | 7               | -9              |                    | -                  | -                  |            | -          | -          | 41     | -54    |
| 2016                     | Valdres                  | 3D                       | 14         | -13        | CN              | 3               | -7              | -                  | -                  | -                  | -          | -          | -          | 17     | -20    |
| Totale                   | Totale                   | Totale                   | 66         | -86        |                 | 11              | -19             |                    | 2                  | -3                 |            | -          | -          | 79     | -108   |